# 9 septembre dans les chemins de fer
9 août 9 octobre
Chronologies thématiques
- Croisades
- Sports
- Disney

Cette page concerne les événements qui se sont déroulés un 9 septembre dans les chemins de fer.

## Événements

### XIXesiècle
- 1855. France : en gare de Vaugirard, collision entre un train de voyageurs et un train de marchandises, 9 morts[1].

### XXesiècle
- 1928. Espagne : création de la Compañia Nacional de los Ferrocarriles del Oeste de España